# Cymbiola
Cymbiola (nomeadas, em inglês, volute -sing. e, em português, voluta -sing.; no passado colocadas em Voluta) é um gênero de moluscos gastrópodes marinhos predadores pertencente à família Volutidae. Foi classificado por William John Swainson, em 1831, na obra Zoological Illustrations, or original figures and descriptions of new, rare, or interesting animals, selected chiefly from the classes of ornithology, entomology, and conchology, and arranged according to their apparent affinities. Sua primeira espécie descrita, por Carolus Linnaeus, em 1758, foi Cymbiola vespertilio, publicada em seu Systema Naturae como Voluta vespertilio. Sua distribuição geográfica abrange o Indo-Pacífico e o Pacífico ocidental. Suas conchas têm protoconcha globular a mamiliforme e apresentam superfície vividamente desenhada, em sua maioria. Algumas com desenhos em zigue-zague.

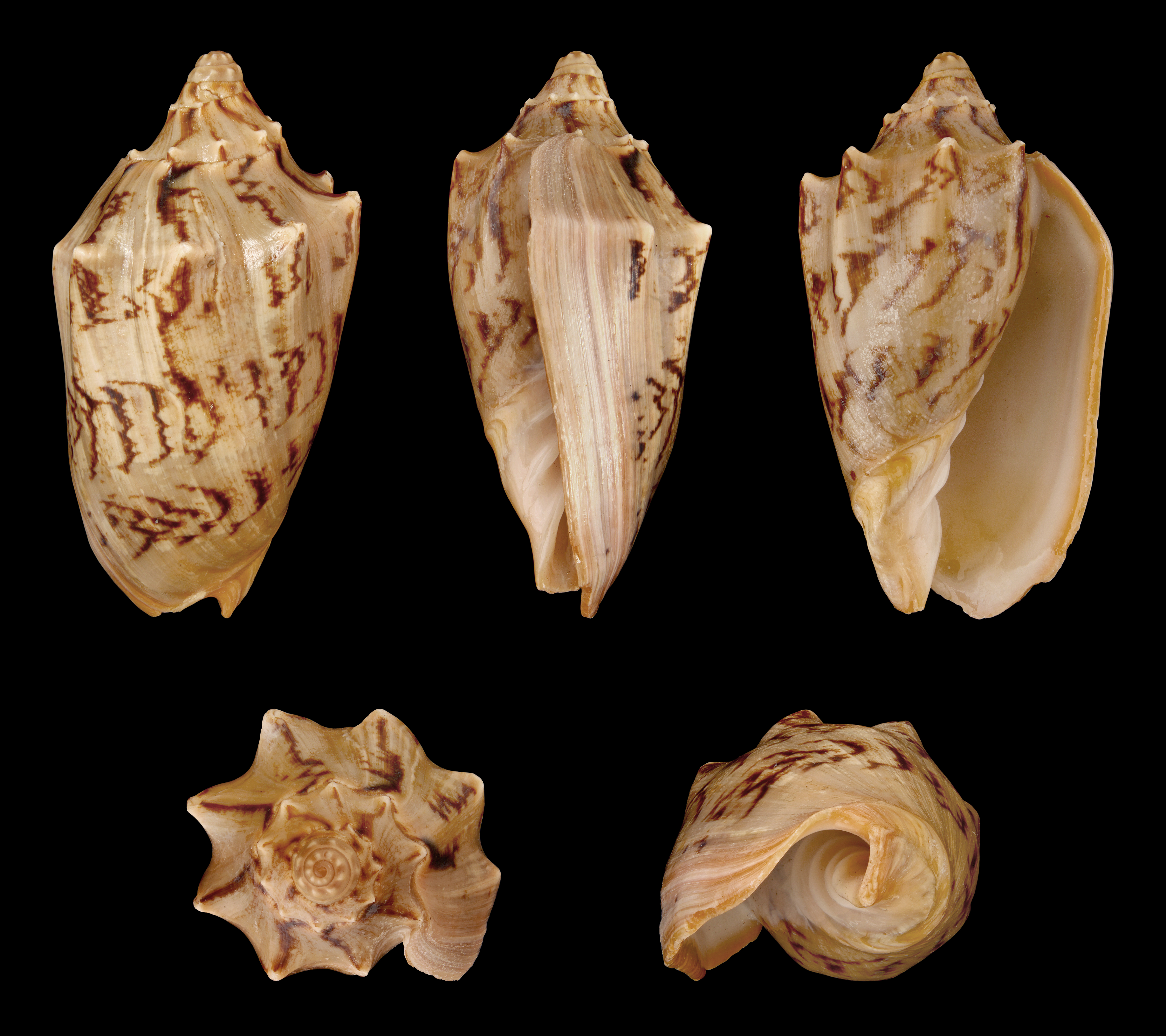
Cinco vistas da concha de Cymbiola vespertilio, de espécime vindo das Filipinas.

## Espécies deCymbiola
Cymbiola alexisallaryi Cossignani, 2018
Cymbiola aulica (Sowerby I, 1825)
Cymbiola baili Prati & Raybaudi, 1997
Cymbiola cathcartiae (Reeve, 1856)
Cymbiola chrysostoma (Swainson, 1824)
Cymbiola complexa Iredale, 1924
Cymbiola cracenta (McMichael, 1963)
Cymbiola cymbiola (Gmelin, 1791)
Cymbiola deshayesi (Reeve, 1854)
Cymbiola flavicans (Gmelin, 1791)
Cymbiola houarti Bail & Limpus, 1998
Cymbiola hughmorrisoni Bail & Limpus, 1997
Cymbiola imperialis (Lightfoot, 1786)
Cymbiola innexa (Reeve, 1849)
Cymbiola intruderi (Poppe, 1985)
Cymbiola irvinae (E. A. Smith, 1909)
Cymbiola kimbacki Bail & Limpus, 2014
Cymbiola laminusa Poppe, Tagaro & Bail, 2011
Cymbiola magnifica (Gebauer, 1802)
Cymbiola malayensis Douté & Bail, 2000
Cymbiola mariaemma Gray, 1858
Cymbiola moretonensis Bail & Limpus, 1998
Cymbiola nivosa (Lamarck, 1804)
Cymbiola nobilis (Lightfoot, 1786)
Cymbiola palawanica Douté & Bail, 2000
Cymbiola perplicata (Hedley, 1902)
Cymbiola provocationis (McMichael, 1961)
Cymbiola pulchra (Sowerby I, 1825)
Cymbiola rossiniana (Bernardi, 1859)
Cymbiola rutila (Broderip, 1826)
Cymbiola scottjordani Poppe & Tagaro, 2005
Cymbiola sophia (Gray, 1846)
Cymbiola subelongata Bail & Limpus, 1998
Cymbiola thatcheri (McCoy, 1868)
Cymbiola vespertilio (Linnaeus, 1758)

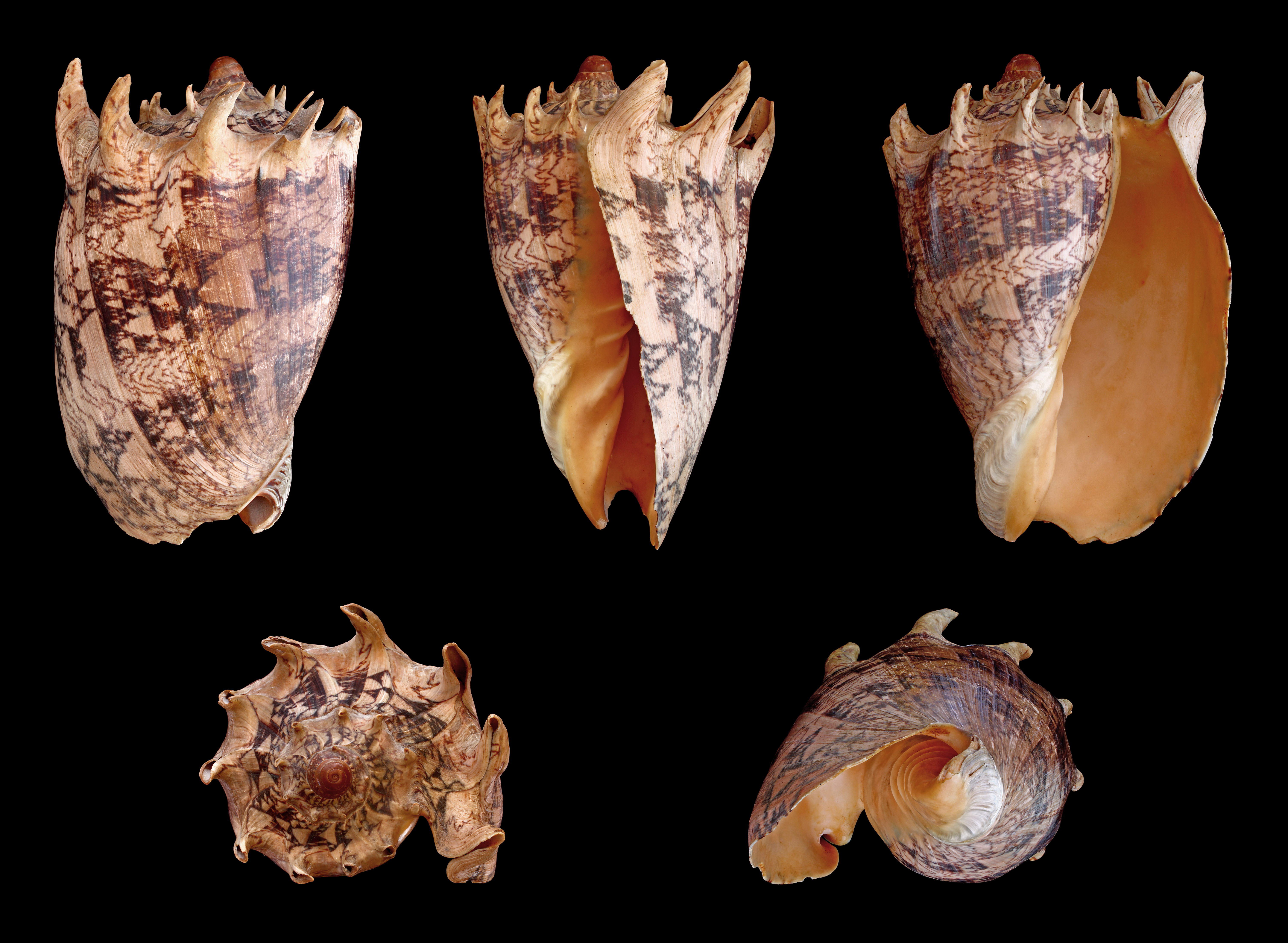
Cinco vistas da concha de Cymbiola imperialis, de espécime vindo das Filipinas.